# Liste der Nummer-eins-Hits in den USA (1997)
Dies ist eine Liste der Nummer-eins-Hits in den von Billboard ermittelten Charts in den USA (Hot 100) im Jahr 1997. In diesem Jahr gab es zehn Nummer-eins-Singles und neunundzwanzig Nummer-eins-Alben.

## Singles
| ← 1996 ← | Liste der Nummer-eins-Hits in den USA | Liste der Nummer-eins-Hits in den USA    | Liste der Nummer-eins-Hits in den USA                                                                              | 1998 →                    |
| \| Zeitraum \| Wo. ges. \| Interpret \| Titel Autor(en) \| Zusätzliche Informationen \| \| (Zeitraum, Wochen auf Platz eins, Interpret, Titel, Autor[en], zusätzliche Informationen) \| \| \| \| \| \| ----------------------------------------------------------------------------------------- \| -------- \| ---------------------------------------- \| --------------------------------------------------------------------------------------------------------------------- \| ------------------------- \| \| 7. Dezember 1996 – 21. Februar 1997 11 Wochen (insgesamt 11) \| 11 \| Toni Braxton \| Un-Break My Heart[1] Diane Warren \| - \| \| 22. Februar 1997 – 21. März 1997 4 Wochen (insgesamt 4) \| 4 \| Spice Girls \| Wannabe[2] Matt Rowe, Richard Stannard, Spice Girls \| - \| \| 22. März 1997 – 2. Mai 1997 6 Wochen (insgesamt 6) \| 6 \| Puff Daddy feat. Mase \| Can't Nobody Hold Me Down[3] Carlos Broady, Nasheim Myrick, Sean Coombs \| - \| \| 3. Mai 1997 – 23. Mai 1997 3 Wochen (insgesamt 3) \| 3 \| Notorious B.I.G. \| Hypnotize[4] Christopher George Latore Wallace, Sean Coombs, Deric Angelettie, Ron Lawrence, Andy Armer, Randy Alpert \| - \| \| 24. Mai 1997 – 13. Juni 1997 3 Wochen (insgesamt 3) \| 3 \| Hanson \| MMMBop[5] Isaac Hanson, Taylor Hanson, Zachary Hanson \| - \| \| 14. Juni 1997 – 29. August 1997 11 Wochen (insgesamt 11) \| 11 \| Puff Daddy feat. Faith Evans & 112 \| I’ll Be Missing You[6] Faith Evans, Sauce Money, Sting, Albert E. Brumley \| - \| \| 30. August 1997 – 12. September 1997 2 Wochen (insgesamt 2) \| 2 \| Notorious B.I.G. feat. Puff Daddy & Mase \| Mo Money Mo Problems[7] Notorious B.I.G., Puff Daddy, Stevie J \| - \| \| 13. September 1997 – 3. Oktober 1997 3 Wochen (insgesamt 3) \| 3 \| Mariah Carey \| Honey[8] Mariah Carey, Sean Coombs, Stevie J, The Ummah \| - \| \| 4. Oktober 1997 – 10. Oktober 1997 1 Woche (insgesamt 1) \| 1 \| Boyz II Men \| 4 Seasons of Loneliness[9] James Harris III, Terry Lewis \| - \| \| 11. Oktober 1997 – 16. Januar 1998 14 Wochen (insgesamt 14) \| 14 \| Elton John \| Candle in the Wind 1997[10] Elton John, Bernie Taupin \| - \| |                                       |                                          | |                           |
| ← 1996 |                                       |                                          | | → 1998 →                  |
| Zeitraum | Wo. ges.                              | Interpret                                | Titel Autor(en) | Zusätzliche Informationen |
| (Zeitraum, Wochen auf Platz eins, Interpret, Titel, Autor[en], zusätzliche Informationen) |                                       |                                          | |                           |
| 7. Dezember 1996 – 21. Februar 1997 11 Wochen (insgesamt 11) | 11                                    | Toni Braxton                             | Un-Break My Heart Diane Warren                                                                                     | -                         |
| 22. Februar 1997 – 21. März 1997 4 Wochen (insgesamt 4) | 4                                     | Spice Girls                              | Wannabe Matt Rowe, Richard Stannard, Spice Girls                                                                   | -                         |
| 22. März 1997 – 2. Mai 1997 6 Wochen (insgesamt 6) | 6                                     | Puff Daddy feat. Mase                    | Can't Nobody Hold Me Down Carlos Broady, Nasheim Myrick, Sean Coombs                                               | -                         |
| 3. Mai 1997 – 23. Mai 1997 3 Wochen (insgesamt 3) | 3                                     | Notorious B.I.G.                         | Hypnotize Christopher George Latore Wallace, Sean Coombs, Deric Angelettie, Ron Lawrence, Andy Armer, Randy Alpert | -                         |
| 24. Mai 1997 – 13. Juni 1997 3 Wochen (insgesamt 3) | 3                                     | Hanson                                   | MMMBop Isaac Hanson, Taylor Hanson, Zachary Hanson                                                                 | -                         |
| 14. Juni 1997 – 29. August 1997 11 Wochen (insgesamt 11) | 11                                    | Puff Daddy feat. Faith Evans & 112       | I’ll Be Missing You Faith Evans, Sauce Money, Sting, Albert E. Brumley                                             | -                         |
| 30. August 1997 – 12. September 1997 2 Wochen (insgesamt 2) | 2                                     | Notorious B.I.G. feat. Puff Daddy & Mase | Mo Money Mo Problems Notorious B.I.G., Puff Daddy, Stevie J                                                        | -                         |
| 13. September 1997 – 3. Oktober 1997 3 Wochen (insgesamt 3) | 3                                     | Mariah Carey                             | Honey Mariah Carey, Sean Coombs, Stevie J, The Ummah                                                               | -                         |
| 4. Oktober 1997 – 10. Oktober 1997 1 Woche (insgesamt 1) | 1                                     | Boyz II Men                              | 4 Seasons of Loneliness James Harris III, Terry Lewis                                                              | -                         |
| 11. Oktober 1997 – 16. Januar 1998 14 Wochen (insgesamt 14) | 14                                    | Elton John                               | Candle in the Wind 1997 Elton John, Bernie Taupin                                                                  | -                         |

## Alben
| ← 1996 ← | Liste der Nummer-eins-Alben in den USA | Liste der Nummer-eins-Alben in den USA | Liste der Nummer-eins-Alben in den USA    | 1998 →                    |
| \| Zeitraum \| Wo. ges. \| Interpret \| Titel \| Zusätzliche Informationen \| \| (Zeitraum, Wochen auf Platz eins, Interpret, Titel, zusätzliche Informationen) \| \| \| \| \| \| ------------------------------------------------------------------------------ \| -------- \| ---------------------------------- \| --------------------------------------------- \| ------------------------- \| \| 28. Dezember 1996 – 14. Februar 1997 7 Wochen (insgesamt 9) \| 9 \| No Doubt \| Tragic Kingdom[11] \| - \| \| 15. Februar 1997 – 21. Februar 1997 1 Woche (insgesamt 1) \| 1 \| Original Motion Picture Soundtrack \| Gridlock'd[12] \| - \| \| 22. Februar 1997 – 28. Februar 1997 1 Woche (insgesamt 9) \| 9 \| No Doubt \| Tragic Kingdom \| - \| \| 1. März 1997 – 7. März 1997 1 Woche (insgesamt 1) \| 1 \| LeAnn Rimes \| Unchained Melody: The Early Years[13] \| - \| \| 8. März 1997 – 14. März 1997 1 Woche (insgesamt 1) \| 1 \| Live \| Secret Samadhi[14] \| - \| \| 15. März 1997 – 21. März 1997 1 Woche (insgesamt 1) \| 1 \| Original Motion Picture Soundtrack \| Howard Stern Private Parts — The Album[15] \| - \| \| 22. März 1997 – 28. März 1997 1 Woche (insgesamt 1) \| 1 \| U2 \| Pop[16] \| - \| \| 29. März 1997 – 4. April 1997 1 Woche (insgesamt 1) \| 1 \| Scarface \| The Untouchable[17] \| - \| \| 5. April 1997 – 11. April 1997 1 Woche (insgesamt 1) \| 1 \| Aerosmith \| Nine Lives[18] \| - \| \| 12. April 1997 – 9. Mai 1997 4 Wochen (insgesamt 4) \| 4 \| The Notorious B.I.G. \| Life After Death[19] \| - \| \| 10. Mai 1997 – 16. Mai 1997 1 Woche (insgesamt 1) \| 1 \| Mary J. Blige \| Share My World[20] \| - \| \| 17. Mai 1997 – 23. Mai 1997 1 Woche (insgesamt 1) \| 1 \| George Strait \| Carrying Your Love with Me[21] \| - \| \| 24. Mai 1997 – 20. Juni 1997 4 Wochen (insgesamt 5) \| 5 \| Spice Girls \| Spice[22] \| - \| \| 21. Juni 1997 – 27. Juni 1997 1 Woche (insgesamt 1) \| 1 \| Wu-Tang Clan \| Wu-Tang Forever[23] \| - \| \| 28. Juni 1997 – 11. Juli 1997 2 Wochen (insgesamt 2) \| 2 \| Bob Carlisle \| Butterfly Kisses (Shades of Grace)[24] \| - \| \| 12. Juli 1997 – 18. Juli 1997 1 Woche (insgesamt 5) \| 5 \| Spice Girls \| Spice \| - \| \| 19. Juli 1997 – 25. Juli 1997 1 Woche (insgesamt 1) \| 1 \| The Prodigy \| The Fat of the Land[25] \| - \| \| 26. Juli 1997 – 8. August 1997 2 Wochen (insgesamt 2) \| 2 \| Original Motion Picture Soundtrack \| Men in Black: The Album[26] \| - \| \| 9. August 1997 – 15. August 1997 1 Woche (insgesamt 4) \| 4 \| Puff Daddy & The Family \| No Way Out[27] \| - \| \| 16. August 1997 – 22. August 1997 1 Woche (insgesamt 1) \| 1 \| Bone Thugs-N-Harmony \| The Art of War[28] \| - \| \| 23. August 1997 – 5. September 1997 2 Wochen (insgesamt 4) \| 4 \| Puff Daddy & The Family \| No Way Out \| - \| \| 6. September 1997 – 12. September 1997 1 Woche (insgesamt 1) \| 1 \| Fleetwood Mac \| The Dance[29] \| - \| \| 13. September 1997 – 19. September 1997 1 Woche (insgesamt 4) \| 4 \| Puff Daddy & The Family \| No Way Out \| - \| \| 20. September 1997 – 26. September 1997 1 Woche (insgesamt 1) \| 1 \| Master P \| Ghetto D[30] \| - \| \| 27. September 1997 – 3. Oktober 1997 1 Woche (insgesamt 1) \| 1 \| LeAnn Rimes \| You Light up My Life: Inspirational Songs[31] \| - \| \| 4. Oktober 1997 – 10. Oktober 1997 1 Woche (insgesamt 1) \| 1 \| Mariah Carey \| Butterfly[32] \| - \| \| 11. Oktober 1997 – 17. Oktober 1997 1 Woche (insgesamt 1) \| 1 \| Boyz II Men \| Evolution[33] \| - \| \| 18. Oktober 1997 – 24. Oktober 1997 1 Woche (insgesamt 2) \| 2 \| LeAnn Rimes \| You Light up My Life: Inspirational Songs \| - \| \| 25. Oktober 1997 – 31. Oktober 1997 1 Woche (insgesamt 1) \| 1 \| Janet Jackson \| The Velvet Rope[34] \| - \| \| 1. November 1997 – 7. November 1997 1 Woche (insgesamt 3) \| 3 \| LeAnn Rimes \| You Light up My Life: Inspirational Songs \| - \| \| 8. November 1997 – 14. November 1997 1 Woche (insgesamt 1) \| 1 \| The Firm \| The Album[35] \| - \| \| 15. November 1997 – 28. November 1997 2 Wochen (insgesamt 2) \| 2 \| Mase \| Harlem World[36] \| - \| \| 29. November 1997 – 5. Dezember 1997 1 Woche (insgesamt 1) \| 1 \| Barbra Streisand \| Higher Ground[37] \| - \| \| 6. Dezember 1997 – 12. Dezember 1997 1 Woche (insgesamt 1) \| 1 \| Metallica \| ReLoad[38] \| - \| \| 13. Dezember 1997 – 26. Dezember 1997 2 Wochen (insgesamt 2) \| 2 \| Garth Brooks \| Sevens[39] \| - \| |                                        |                                        |                                           |                           |
| ← 1996 |                                        |                                        |                                           | → 1998 →                  |
| Zeitraum | Wo. ges.                               | Interpret                              | Titel                                     | Zusätzliche Informationen |
| (Zeitraum, Wochen auf Platz eins, Interpret, Titel, zusätzliche Informationen) |                                        |                                        |                                           |                           |
| 28. Dezember 1996 – 14. Februar 1997 7 Wochen (insgesamt 9) | 9                                      | No Doubt                               | Tragic Kingdom                            | -                         |
| 15. Februar 1997 – 21. Februar 1997 1 Woche (insgesamt 1) | 1                                      | Original Motion Picture Soundtrack     | Gridlock'd                                | -                         |
| 22. Februar 1997 – 28. Februar 1997 1 Woche (insgesamt 9) | 9                                      | No Doubt                               | Tragic Kingdom                            | -                         |
| 1. März 1997 – 7. März 1997 1 Woche (insgesamt 1) | 1                                      | LeAnn Rimes                            | Unchained Melody: The Early Years         | -                         |
| 8. März 1997 – 14. März 1997 1 Woche (insgesamt 1) | 1                                      | Live                                   | Secret Samadhi                            | -                         |
| 15. März 1997 – 21. März 1997 1 Woche (insgesamt 1) | 1                                      | Original Motion Picture Soundtrack     | Howard Stern Private Parts — The Album    | -                         |
| 22. März 1997 – 28. März 1997 1 Woche (insgesamt 1) | 1                                      | U2                                     | Pop                                       | -                         |
| 29. März 1997 – 4. April 1997 1 Woche (insgesamt 1) | 1                                      | Scarface                               | The Untouchable                           | -                         |
| 5. April 1997 – 11. April 1997 1 Woche (insgesamt 1) | 1                                      | Aerosmith                              | Nine Lives                                | -                         |
| 12. April 1997 – 9. Mai 1997 4 Wochen (insgesamt 4) | 4                                      | The Notorious B.I.G.                   | Life After Death                          | -                         |
| 10. Mai 1997 – 16. Mai 1997 1 Woche (insgesamt 1) | 1                                      | Mary J. Blige                          | Share My World                            | -                         |
| 17. Mai 1997 – 23. Mai 1997 1 Woche (insgesamt 1) | 1                                      | George Strait                          | Carrying Your Love with Me                | -                         |
| 24. Mai 1997 – 20. Juni 1997 4 Wochen (insgesamt 5) | 5                                      | Spice Girls                            | Spice                                     | -                         |
| 21. Juni 1997 – 27. Juni 1997 1 Woche (insgesamt 1) | 1                                      | Wu-Tang Clan                           | Wu-Tang Forever                           | -                         |
| 28. Juni 1997 – 11. Juli 1997 2 Wochen (insgesamt 2) | 2                                      | Bob Carlisle                           | Butterfly Kisses (Shades of Grace)        | -                         |
| 12. Juli 1997 – 18. Juli 1997 1 Woche (insgesamt 5) | 5                                      | Spice Girls                            | Spice                                     | -                         |
| 19. Juli 1997 – 25. Juli 1997 1 Woche (insgesamt 1) | 1                                      | The Prodigy                            | The Fat of the Land                       | -                         |
| 26. Juli 1997 – 8. August 1997 2 Wochen (insgesamt 2) | 2                                      | Original Motion Picture Soundtrack     | Men in Black: The Album                   | -                         |
| 9. August 1997 – 15. August 1997 1 Woche (insgesamt 4) | 4                                      | Puff Daddy & The Family                | No Way Out                                | -                         |
| 16. August 1997 – 22. August 1997 1 Woche (insgesamt 1) | 1                                      | Bone Thugs-N-Harmony                   | The Art of War                            | -                         |
| 23. August 1997 – 5. September 1997 2 Wochen (insgesamt 4) | 4                                      | Puff Daddy & The Family                | No Way Out                                | -                         |
| 6. September 1997 – 12. September 1997 1 Woche (insgesamt 1) | 1                                      | Fleetwood Mac                          | The Dance                                 | -                         |
| 13. September 1997 – 19. September 1997 1 Woche (insgesamt 4) | 4                                      | Puff Daddy & The Family                | No Way Out                                | -                         |
| 20. September 1997 – 26. September 1997 1 Woche (insgesamt 1) | 1                                      | Master P                               | Ghetto D                                  | -                         |
| 27. September 1997 – 3. Oktober 1997 1 Woche (insgesamt 1) | 1                                      | LeAnn Rimes                            | You Light up My Life: Inspirational Songs | -                         |
| 4. Oktober 1997 – 10. Oktober 1997 1 Woche (insgesamt 1) | 1                                      | Mariah Carey                           | Butterfly                                 | -                         |
| 11. Oktober 1997 – 17. Oktober 1997 1 Woche (insgesamt 1) | 1                                      | Boyz II Men                            | Evolution                                 | -                         |
| 18. Oktober 1997 – 24. Oktober 1997 1 Woche (insgesamt 2) | 2                                      | LeAnn Rimes                            | You Light up My Life: Inspirational Songs | -                         |
| 25. Oktober 1997 – 31. Oktober 1997 1 Woche (insgesamt 1) | 1                                      | Janet Jackson                          | The Velvet Rope                           | -                         |
| 1. November 1997 – 7. November 1997 1 Woche (insgesamt 3) | 3                                      | LeAnn Rimes                            | You Light up My Life: Inspirational Songs | -                         |
| 8. November 1997 – 14. November 1997 1 Woche (insgesamt 1) | 1                                      | The Firm                               | The Album                                 | -                         |
| 15. November 1997 – 28. November 1997 2 Wochen (insgesamt 2) | 2                                      | Mase                                   | Harlem World                              | -                         |
| 29. November 1997 – 5. Dezember 1997 1 Woche (insgesamt 1) | 1                                      | Barbra Streisand                       | Higher Ground                             | -                         |
| 6. Dezember 1997 – 12. Dezember 1997 1 Woche (insgesamt 1) | 1                                      | Metallica                              | ReLoad                                    | -                         |
| 13. Dezember 1997 – 26. Dezember 1997 2 Wochen (insgesamt 2) | 2                                      | Garth Brooks                           | Sevens                                    | -                         |